# Julio Di Rienzo
Julio Alejandro Di Rienzo (n. Córdoba, Argentina) es un biólogo y bioestadístico argentino. Se desempeña como profesor titular e investigador de la Universidad Nacional de Córdoba. Es conocido por ser el desarrollador del software estadístico Infostat.

## Biografía
Julio Di Rienzo se graduó de biólogo en la Facultad de Ciencias Exactas, Físicas y Naturales de la Universidad Nacional de Córdoba. Posteriormente, realizó una Maestría en Biometría en la Facultad de Agronomía de la Universidad de Buenos Aires.
Es profesor asociado por concurso en la cátedra de Estadística y Biometría de la Facultad de Agronomía de la UNC. Además, es docente de la Maestría en Estadística Aplicada de la UNC y brinda numerosos cursos de posgrado tanto en Córdoba como en otras ciudades del país y la región. Es coautor del libro Estadística para las ciencias agropecuarias (2008).
Su área de interés se encuentra en la aplicación de métodos estadísticos en problemas agronómicos y genómicos.
Es director del grupo de desarrollo del software estadístico InfoStat. Esta es una plataforma de análisis de datos, con capacidad para aplicar modelos lineales, mixtos y generalizados, métodos multivariados y métodos de exploración y manipulación de datos. Ha sido usado exitosamente en análisis de diversos tipos de experimentos, contando con más de 2500 citas a la fecha. Posteriormente, el grupo ha desarrollado otros software para el análisis de datos biológicos como Info-Gen y f-Diversity.
En 2002 propuso, junto a Casanoves y Guzmán, un nuevo método de corrección para múltiples hipótesis basado en técnicas de agrupamiento que lleva el nombre de DCG y se encuentra implementado en Infostat y otros software.
En el área de la genómica es parte de un consorcio que busca desarrollar girasoles resistentes a la sequía.
Es editor asociado de la revista Biostatistics publicada por Oxford University Press.

## Premios y distinciones
- Doctorado honoris causa del Centro Agronómico de Tropical de Investigación y Enseñanza (CATIE), Costa Rica

## Software desarrollado
Di Rienzo es el desarrollador de diversos software estadísticos para el análisis de datosː
- InfoStatː software general para análisis estadístico
- Info-Genː análisis de datos genéticos
- ProgSitː programación de fechas de siembra en trigo
- f-Diversityː cálculo y análisis de la diversidad funcional
- fgStatisticsː análisis de los experimentos de genómica funcional
- RUNNERː interfaz sencilla para R

## Publicaciones
- Di Rienzo, J. A., Casanoves, F., Balzarini, M. G., Gonzalez, L., Tablada, M., & Robledo, C. W. (2011). InfoStat versión 2011. Universidad Nacional de Córdoba, Argentina.
- Di Rienzo, J. A., Casanoves, F., González, L. A., Tablada, E. M., & Díaz, M. D. P. (2008). Estadística para las ciencias agropecuarias (No. 630.21 E79e). Córdoba, AR: Edit. Brujas.
- Di Rienzo, J. A., Guzmán, A. W., & Casanoves, F. (2002). A multiple-comparisons method based on the distribution of the root node distance of a binary tree. Journal of Agricultural, Biological, and Environmental Statistics, 7(2), 129-142.
- Casanoves, F., Pla, L., Di Rienzo, J. A., & Díaz, S. (2011). FDiversity: a software package for the integrated analysis of functional diversity. Methods in Ecology and Evolution, 2(3), 233-237.